# Силач (фильм)
«Силач» (англ. The Strong Man) — комедийный фильм 1926 года.

## Сюжет
Поль Берго, бельгийский солдат, воюя на фронте Первой мировой войны, знакомится по переписке с американкой Мэри Браун. После войны он едет в Америку ассистентом циркового силача Зандоу Великого. Он тщетно ищет свою возлюбленную, показывая её фотографию каждому встречному. Он находит её, когда вдруг становится известно, что Зандоу обессилен и ассистент должен занять его место на сцене.

## В ролях
- Харри Лэнгдон — Поль Берго
- Присцилла Боннер — Мэри Браун
- Гертруда Астор — Лили с Бродвея
- Уильям Монг — святой Джо
- Роберт Макким — Майк Макдевитт
- Артур Талассо — Зандоу Великий